# Jazz in Cecoslovacchia

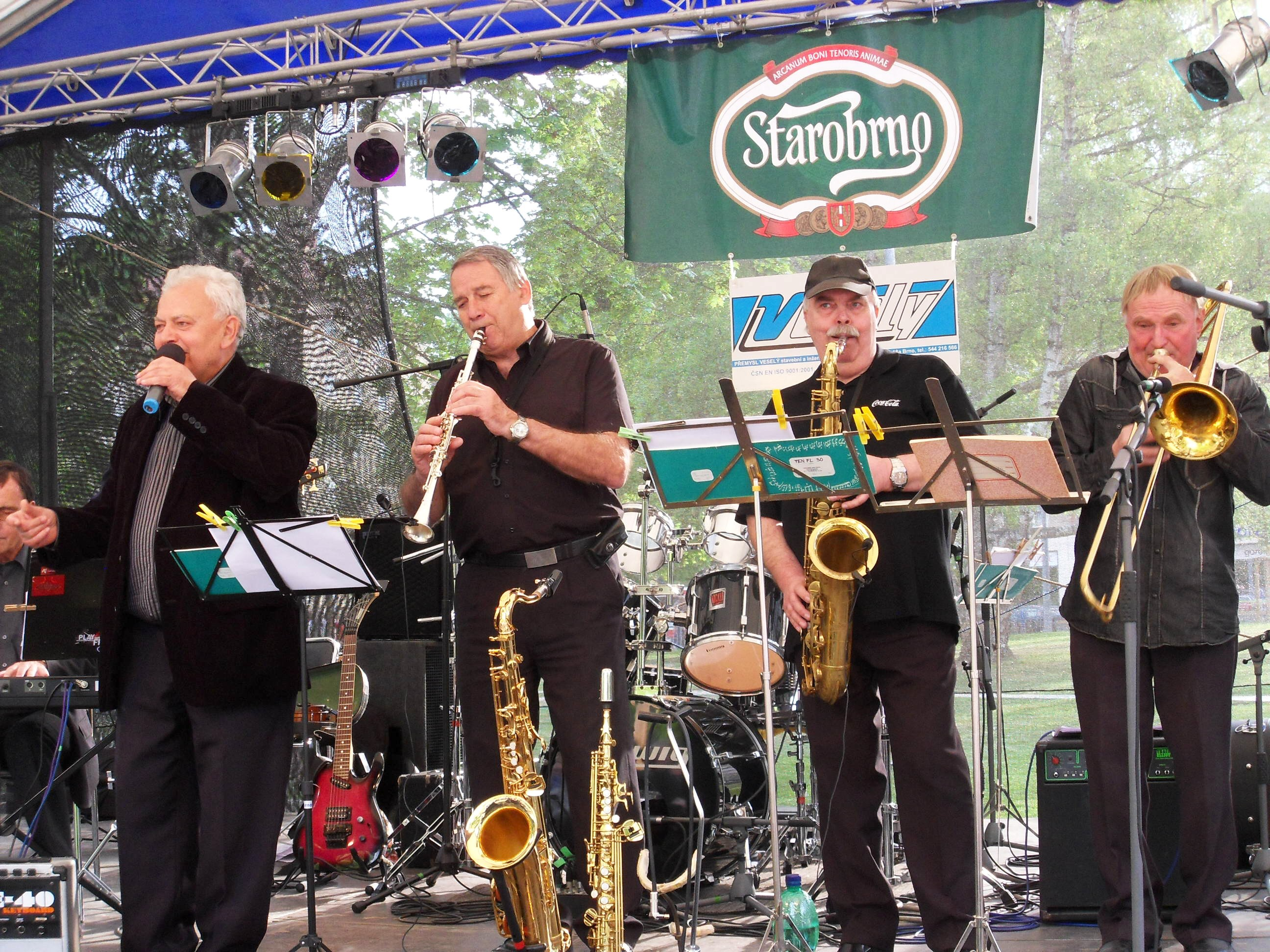
La band jazz ceca PoBrom Band, Brno, Repubblica Ceca

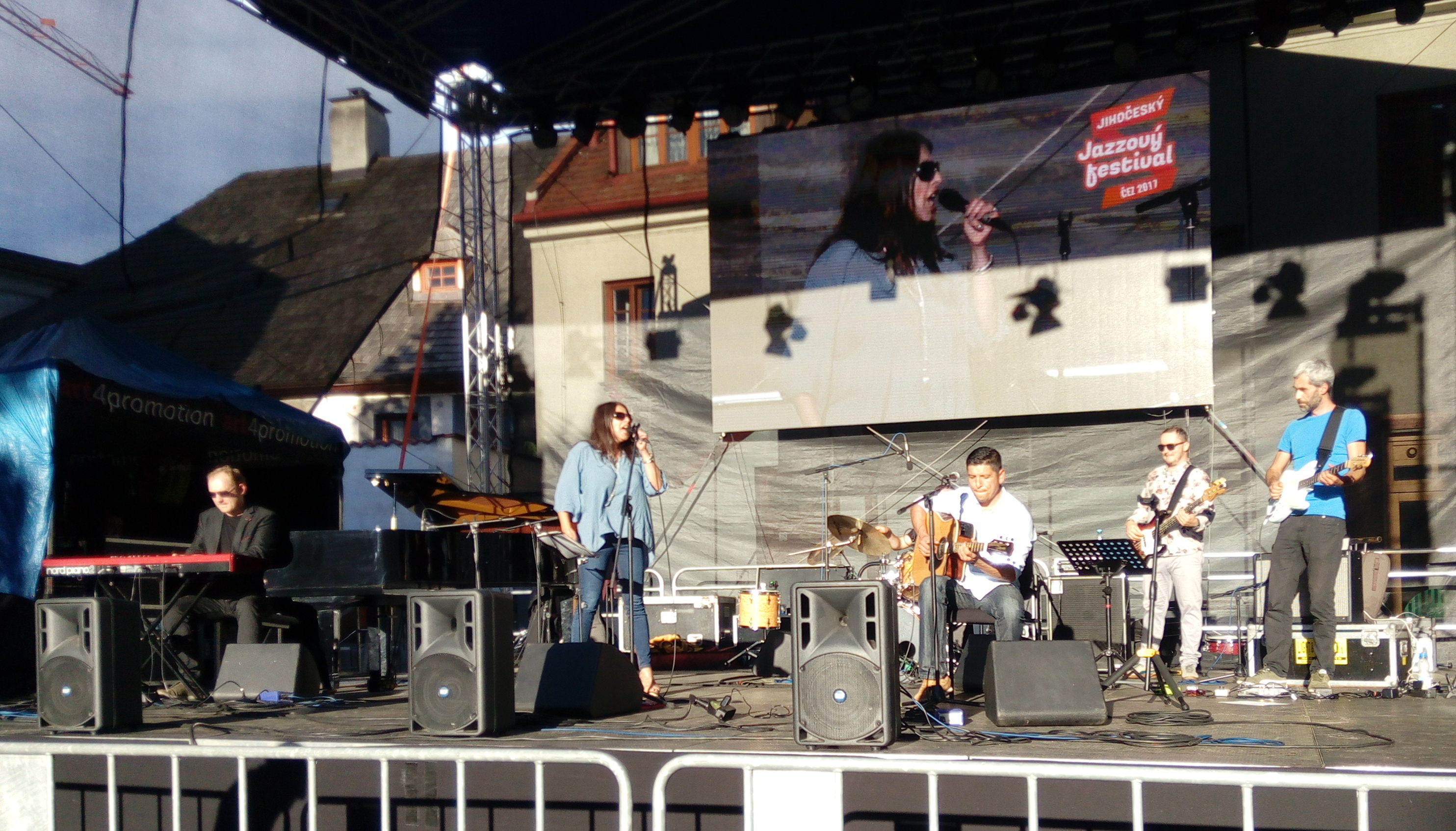
Yvonne Sanchez Band al Festival Jazz della Boemia del Sud, Repubblica Ceca

Le radici del jazz cecoslovacco furono fondate da Jaroslav Ježek e Rudolf Antonín Dvorský negli anni '20 e '30. L'influenza di Ježek in questo ambito è particolarmente nota e quando emigrò negli Stati Uniti nel 1939, le sue composizioni che fondevano jazz e musica classica erano tra le musiche più popolari. Dopo l'invasione della Cecoslovacchia da parte dei nazisti, tuttavia, il jazz fu bandito e solo nel 1947, quando il pianista jazz australiano Graeme Bell e la sua Dixieland Jazz Band si esibirono al Festival Mondiale della Gioventù a Praga, il movimento jazz fu ripreso.

## Storia
Quando iniziò questo movimento, gli stalinisti si opposero, ma come scrive Josef Škvorecký nel suo The Bass Saxophone, "Il suo nome era Dixieland. Un tipo di musica-cannibale con radici così palesemente folcloristiche e spesso, il blues, così profondamente proletarie che anche il più orwelliano falsificatore dei fatti farebbe fatica a negarle." Similmente alla situazione durante la seconda guerra mondiale, il jazz è stato sviluppato dagli africani e come tale considerato spazzatura. Man mano che questo movimento cresceva, si intrecciava sempre più con la crescita del movimento dissidente.
Tra gli intellettuali underground, il jazz era il genere con cui ci si identificava di più. Mentre la scena culturale in Cecoslovacchia si surriscaldava, la scena jazz si espanse con essa. Nel 1964 si tenne il Primo Festival Internazionale del Jazz di Praga, al quale parteciparono le band più alla moda dell'epoca. Con la Primavera di Praga, il jazz continuò il suo successo come forma indipendente che attrasse i giovani in tutta la loro ribellione. Era la musica che veniva suonata nei club e si formarono numerose band individuali. Come si vede nei The Cowards di Škvorecký's (I codardi), la giornata ruotava intorno alla pratica del jazz con il gruppo eg eroici sogni ad occhi aperti. Anche se il romanzo è ambientato alla fine della seconda guerra mondiale, la pubblicazione del libro nel 1958 dimostra chiaramente l'entusiasmo per il jazz presente nel momento in cui Škvorecký scrive il romanzo.

## Sezione jazz dell'Unione dei musicisti cechi
Le piccole vittorie ottenute dal jazz in questo periodo, però, non sono paragonabili alla Sezione jazz dell'Unione dei musicisti cechi, creata nel 1971. Formato attraverso una "scappatoia amministrativa", un gruppo di musicisti jazz vide l'opportunità di entrare a far parte del sindacato, e nonostante il jazz fosse visto come "musica spazzatura" per le classi inferiori, fu accettato. Il Ministero degli Interni emise una serie di linee guida, soprattutto che la sezione fosse limitata a 3.000 membri. Per i primi due anni dopo la sua nascita, la Sezione Jazz si mantenne entro i confini delle leggi. Ha avuto inizio il festival Prague Jazz Days, che avrebbe dovuto essere un evento annuale. Ha pubblicato un bollettino che discuteva della scena musicale in corso. Man mano che la sezione cresceva, i capi sezione divennero più audaci e lanciarono una serie di libri che discutevano di tutta la cultura popolare dell'epoca: dall'arte ceca, alla poesia rock, un dizionario dei gruppi rock americani, al discorso di accettazione del Premio Nobel del 1984 di Jaroslav Seifert.
Il primo problema o legge che fu trasgredito è stato il vincolo di dimensione. Quando la Sezione è stata chiusa, gli iscritti erano arrivati a 7.000, 4.000 in più del consentito. L'adesione fu violata anche in altri modi. Il bollettino e la serie di libri pubblicati dalla sezione si diffusero rapidamente di mano in mano. Scrive Škvorecký: "Se in una scuola superiore uno studente apparteneva alla sezione jazz, i libri e i periodici che gli era permesso acquistare venivano letti praticamente da tutto il corpo studentesco e solitamente anche dal personale docente." Man mano che la popolarità della Sezione cresceva e la sua capacità di sponsorizzare eventi musicali diventava più limitata, essa andò oltre il jazz e anche oltre la musica in generale, fino alla letteratura e all'arte. Cominciarono a pubblicare volumi di samizdat, o letteratura soppressa dai comunisti. Le pubblicazioni vendute solo ai membri di organizzazioni culturali erano soggette a meno censura e in questo modo la Sezione pubblicò numerosi manoscritti sulla “cultura alternativa” e sfuggì alla punizione del governo.

## Tensioni tra sezione jazz e il governo comunista
L'approvazione da parte del governo della Sezione Jazz era in parte dovuta alla sua intensa avversione per la musica rock e alla schiacciante popolarità di quel genere. Quando il movimento rock iniziò a essere coinvolto nella scena jazz, scoppiarono le tensioni. Al quinto festival Jazz Days sono intervenute le autorità quando è stata autorizzata l'esecuzione di un'“operetta rock”. Da allora fino al 1984, quando la Sezione venne chiusa, la burocrazia ricorse a tattiche di vessazioni. Dopo che all'inizio degli anni '80 la Sezione Jazz fece richiesta di adesione alla Federazione Europea del Jazz, membro dell'Organizzazione delle Nazioni Unite per l'Educazione, la Scienza e la Cultura, il governo comunista temette una cattiva pubblicità e non poté chiudere immediatamente la sezione. Nel 1980, il festival Jazz Days fu cancellato con il pretesto che 15.000 fan avevano acquistato i biglietti e l’evento poteva essere classificato come “disordine pubblico”. Nel 1983 i burocrati cercarono di fare pressione sull'Unione dei musicisti cechi affinché sciogliesse la sezione jazz. Quando questo fu rifiutato, però, il governo sciolse l'intera organizzazione.
I capi, Karel Srp e Vladimír Kouřil, continuarono a dirigere la Sezione anche dopo il suo scioglimento che costò loro di essere incarcerati nel 1986. Questa azione fu accolta con severe critiche dall'estero, inclusi autori come Kurt Vonnegut e John Updike. Oltre a Srp e Kouřil, altri cinque membri furono arrestati e condannati a condanne abbastanza leggere. Sebbene le vere cause delle condanne leggere siano sconosciute, Škvorecký ipotizza che “non si possano davvero sostenere cose del genere in Cecoslovacchia quando Michail Gorbačëv è a Mosca per rilasciare Andrej Sacharov e altre persone. Il processo fu quindi in realtà un compromesso tra gli estremisti della direzione del partito cecoslovacco, che volevano lanciare un monito a chiunque osasse fare qualcosa non pienamente approvato dal partito, da un lato, e gli opportunisti che fiutano un nuovo vento da Mosca, dall'altro, contrario al processo. Riflette una spaccatura nel partito al governo”. Questi sentimenti sono simili alle idee presenti alla fine della seconda guerra mondiale, quando ognuno aveva il proprio ebreo salvato per dimostrare che erano esseri buoni. Per non essere annullati da questi arresti tuttavia, la Sezione Jazz continuò mentre Srp era in prigione.